# Рошка Алчіп Олексійович
Алчіп Олексійович Рошка (нар. 1948, Чернівецька область) — український діяч, голова Новоселицької райдержадміністрації Чернівецької області, секретар Чернівецького обкому КПУ.

## Життєпис
Освіта вища. Член КПРС.
Перебував на відповідальній радянській та партійній роботі.
2 червня 1990 — 1991 року — секретар Чернівецького обласного комітету КПУ.
З 18 серпня 1995 по 24 червня 1996 року — голова Новоселицької районної державної адміністрації Чернівецької області.
3 жовтня 1996 — серпень 1998 року — заступник голови Чернівецької обласної державної адміністрації.
З 5 серпня 1998 по 14 вересня 1999 року — голова Новоселицької районної державної адміністрації Чернівецької області. Член Аграрної партії України.
Був засновником ТзОВ «ЕКО-ТРЕЙД Буковина», директором Чернівецького ТПП.
Потім — на пенсії в селі Маршинцях Новоселицького району Чернівецької області.